# Weinmannia pinnata
Weinmannia pinnata, popularmente conhecido como copiúva, guaraparé, guarapari, guaraparim e pau-do-chapado, é uma espécie de planta da família Cunoniaceae. Possui pequenas e numerosas flores alvo-esverdeadas; os frutos são pequenas cápsulas azuis contendo duas sementes pilosas.

## Etimologia
"Guaraparé", "guarapari" e "guaraparim" procedem do tupi antigo ybyráaparim, "árvore curvadinha" (ybyrá, árvore + apar, curvada + im, diminutivo).